# Saint-Dizant-du-Gua

Saint-Dizant-du-Gua este o comună în departamentul Charente-Maritime, Franța. În 1 ianuarie 2022 avea o populație de 501 de locuitori.